# Копштейн, Арон Иосифович
Аро́н Ио́сифович Копште́йн (5 [18] марта 1915, Очаков, Херсонский уезд, Херсонская губерния, Российская империя — 4 марта 1940, Суоярви, Финляндия) — украинский советский поэт. Писал также на русском языке.

## Биография
Родился в бедной еврейской семье школьного учителя. В пятилетнем возрасте остался сиротой. Окончил семилетку и поступил на завод учеником калильщика. Одно из первых стихотворений Копштейна было опубликовано в заводской многотиражке.
В 1933 году выпустил первую книгу стихов «Хотим, стремимся, можем» на украинском языке. С тех пор книги поэта выходили почти ежегодно. В 1934 году появился сборник «Разговор», позже, в 1936 году — «Улица Щорса», в 1937 году — «Источник», в 1938 году — «Государство солнца» и первый сборник стихов на русском языке «Радостный брег». Копштейн нередко сам переводил свои стихи на русский язык.
Стремление продолжать учебу привело Копштейна в 1939 году в Москву, в Московский институт философии, литературы и истории имени Н. Г. Чернышевского (МИФЛИ).
Добровольцем ушёл на фронт во время советско-финляндской войны 1939—1940. Погиб в бою, при попытке вынести тело однополчанина и друга — Николая Отрады, сокурсника по ИФЛИ.
Посмертно в Киеве в 1941 году издали седьмую книгу Копштейна — «Синее море». В 1956 году в Москве был выпущен сборник стихотворений А. Копштейна, переведённых на русский язык.

## Избранные произведения
- «Хочемо, прагнемо, можемо» (1933)
- «Розмова» (1934)
- «Зростання» (1935)
- «Вулиця Щорса» (1936)
- «Джерело» (1937)
- «Держава сонця» (1938)
- «Радостный берег» (1939)
- «Синє море» (1941)
- «Вибрані твори» (1941)
- «Поезії» (1955, 1966)